# Podcast Maker
Magix Podcast Maker ist ein Audioeditor des Unternehmens Magix, spezialisiert auf Podcasts. Alle nötigen Funktionen, von Aufnahme über Bearbeitung bis hin zum tatsächlichen Upload sind unter einer Benutzeroberfläche vereint. Das Produkt wird nicht mehr hergestellt.

## Benutzeroberfläche
Die Oberfläche gliedert sich in zwei Teile:
1. Unterhalb der Menüleiste befinden sich zwei Audiospuren, welche sich über die volle Breite strecken. Die Spuren sind flankiert von einem Zeitanzeigelineal, dessen Maßeinheiten zwischen Samples, Millisekunden, Stunden/Min/Sek oder CD-Frames anpassbar ist. Links der Spuren erlauben drei Schaltflächen verschiedene Ansichtsvarianten der Spuren. So lässt sich z. B. nur eine Spur darstellen, zwischen geteilter und einfacher Wellenformansicht wählen oder eine Automationskurve zuschalten. Die Automationskurve kontrolliert die Lautstärke der Voiceover-Funktion und kann dadurch natürlich auch als Crossfadeautomation verwendet werden. Unterhalb der Audiospuren ist eine Transportkontrolle zu finden.
2. Der untere Teil der Programmoberfläche ist in drei einfache Schritte aufgeteilt. Grundsätzlich ist die Vorgehensweise zum Erstellen eines Podcasts hier linear: importieren oder aufnehmen, bearbeiten, exportieren.

## Arbeitsweise

### Import
Der Podcast Maker importiert die Formate WAV, MP3, MPEG, WMA, Ogg, AVI, M3U, CUE und vip.
CD-Tracks können über einen Tracklistendialog ebenso vorgehört, ausgewählt und importiert werden.
Die direkte „Aufnahme“ öffnet einen Dialog, mit dem das Eingangssignal geprüft werden kann und der umfassende Möglichkeiten bietet, Quellen-Einstellungen vorzunehmen.

### Bearbeiten
Die schon erwähnte Automationskurve kann hier über einen Regler nochmals für eine komplette Spur angepasst werden.
Drei Mastering-Effekte – DeNoiser, Equalizer und Kompressor – sorgen für professionelle Klangverbesserung, da diese Technologien von professionellen High-End-Produkten wie Samplitude übernommen ist. Per „1-Click“-Schaltfläche kann man die Mastering-Einstellungen auch automatisch vornehmen. Zusätzlich können zwei VST-Effekte zugeschaltet werden. Da es im Internet unzählige Effekt-plugins als Freeware oder Donationware gibt, ist es ein Leichtes, dem Podcast individuelle Klangästhetik zu geben.

### Export
Das fertig editierte Audiomaterial kann hier entweder auf CD gebrannt oder als Audiodatei exportiert werden. Als Exportformat lässt sich .wav, .mp3, .ogg oder .wma auswählen.
Eine dritte Möglichkeit, die Podcast Maker von anderen Programmen unterscheidet, ist die Möglichkeit über „Make Podcast“ das Audiomaterial direkt auf den Magix-Server hochzuladen.

## Besonderheiten
Nach kostenloser Registrierung verfügt man über 128 MB Speicherplatz und eine sofortige Einbindung des Podcasts in einen Flashplayer auf der eigenen Seite.
Ein potentieller Besucher hat nun die Möglichkeit, den Podcast zu „abonnieren“.

## Alternative Produkte
Prinzipiell kann mit den meisten Audiobearbeitungsprogrammen oder DAW eine Audiodatei wie ein Podcast erstellt bzw. bearbeitet werden, um dieses danach zu veröffentlichen. Hierbei muss jedoch meist auf die arbeitserleichternden Funktionalitäten zur Veröffentlichung und Verwaltung der Podcasts verzichtet werden. Auf dem Markt gibt es verschiedene Alternativen zum nicht mehr hergestellten Magix Podcast Maker wie z. B.:
- Propaganda von Mixmeister für Microsoft Windows
- GarageBand von Apple für Apple Mac aus der iLife-Serie, das derzeit jedem Mac kostenlos beiliegt
- Übercaster von Pleasant Software für Apple Mac insbesondere für Live-Sendungen.